# Dicranota complicata
Dicranota complicata är en tvåvingeart som beskrevs av Evgenyi Nikolayevich Savchenko 1979. Dicranota complicata ingår i släktet Dicranota och familjen hårögonharkrankar. Inga underarter finns listade i Catalogue of Life.